# Live at Vartan Jazz (альбом Валерия Пономарёва)
Live at Vartan Jazz — второй концертный альбом американского джазового трубача Валерия Пономарёва, выпущенный в 1995 году на лейбле Vartan Jazz. Концерт был записан в денверском джаз-клубе Vartan Jazz в феврале того же года в команде с барабанщиком Беном Райли, тенором Франческо Беарцатти, пианистом Сидом Симмонсом и басистом Кенни Уокером. За исключением «Autumn in New York» и песни Кенни Дорэма «NY. Theme», все композиции являются оригинальными произведениями трубача.

## Отзывы критиков
| Оценки критиков                   | Оценки критиков |
| Источник                          | Оценка          |
| --------------------------------- | --------------- |
| AllMusic                          | [ 1 ]           |
| The Encyclopedia of Popular Music | [ 2 ]           |

Scott Yanow в рецензии AllMusic написал: «Трубач Валерий Пономарёв, которого больше всего вдохновляли Клиффорд Браун и Ли Морган, на этом концерте 1995 года находится в отличной форме. Тем не менее, качество записи в отдельных местах так себе, что приводит к несколько более низкой оценке, чем заслуживает музыка. Она зажигательная и хорошо сыгранная, что делает этот релиз небольшого лейбла достойным приобретения для искренних поклонников джаза».

## Список композиций
1. «Carlos' Introduction» — 1:24
2. «One for Morgans» — 6:12
3. «For Better or Worse» — 4:54
4. «To Waltz with You» — 6:58
5. «Autumn in New York» (Вернон Дюк) — 8:26
6. «N.Y. Theme» (Кенни Дорэм) — 7:56
7. «Unfinished Business» — 7:58
8. «Credi Me» — 6:58
9. «Long Way from Gorky Park» — 5:08
10. «See You at Vartan’s» — 10:20

## Участники записи
- Бас-гитара — Кенни Уокер
- Тенор-саксофон — Франческо Беарцатти
- Труба — Валерий Пономарёв
- Ударные — Бен Райли
- Фортепиано — Сид Симмонс

Все данные взяты из примечаний к альбому